# باتي هيل
باتي هيل (بالإنجليزية: Patty Hill) هي ملحنة وكاتبة غنائية أمريكية، ولدت في 27 مارس 1868 في أنشوراغ في الولايات المتحدة، وتوفيت في 25 مايو 1946 في نيويورك في الولايات المتحدة.

## وصلات خارجية
- باتي هيل على موقع IMDb (الإنجليزية)
- باتي هيل على موقع الموسوعة البريطانية (الإنجليزية)
- باتي هيل على موقع ميوزك برينز (الإنجليزية)
- باتي هيل على موقع ديسكوغز (الإنجليزية)